# إستر فيليبس
إستر فيليبس (بالإنجليزية: Esther Phillips)‏ هي عازفة الجاز ومغنية أمريكية، ولدت في 23 ديسمبر 1935 في غالفستون في الولايات المتحدة، وتوفيت في 7 أغسطس 1984 في توررانسي في الولايات المتحدة بسبب جرعة زائدة.

## وصلات خارجية
- إستر فيليبس على موقع IMDb (الإنجليزية)
- إستر فيليبس على موقع ميوزك برينز (الإنجليزية)
- إستر فيليبس على موقع أول ميوزيك (الإنجليزية)
- إستر فيليبس على موقع ديسكوغز (الإنجليزية)
- إستر فيليبس على موقع قاعدة بيانات الفيلم (الإنجليزية)